# Kulikivka (Crimea)
|  | Per a altres significats, vegeu «Kulikovka». |

Kulikivka (en (ucraïnès): Куликівка) és un poble de la República Autònoma de Crimea a Ucraïna, que el 2014 tenia 421 habitants. Pertany al districte rural de Saki.